# 더보이즈 (음악 그룹)
더보이즈(영어: THE BOYZ)는 2017년 12월 6일에 데뷔한 대한민국 원헌드레드레이블 소속의 10인조 보이 그룹이다.
현재 멤버 상연은 병역을 이행 중이며 9인 체제로 팀 활동 중이다.

## 구성원
- 1996년:상연
- 1997년:제이콥, 영훈, 현재
- 1998년:주연, 케빈, 뉴, 큐
- 2000년:선우, 에릭

## 이전 구성원
- 2000년:현준(탈퇴)
- 1999년:주학년

## 콘서트 투어
- THE BOYZ FAN-CON THE CASTLE (2019)
- THE BOYZ FAN CON : THE B-ZONE (2021)